# Mollisia sphaeroides
Mollisia sphaeroides är en svampart som först beskrevs av Jean Baptiste Desmazières, och fick sitt nu gällande namn av William Phillips 1887. Mollisia sphaeroides ingår i släktet Mollisia och familjen Dermateaceae.   Inga underarter finns listade i Catalogue of Life.